# Bemlos taparum
Bemlos taparum is een vlokreeftensoort uit de familie van de Aoridae. De wetenschappelijke naam van de soort is voor het eerst geldig gepubliceerd in 1985 door Myers.